# Château de Rocan
Le château de Rocan est un château situé à Chéhéry, dans les Ardennes, construit au XVIe siècle, adossé à une colline, face à la vallée de la Bar.

## Description
« Très peu de châteaux ardennais ont conservé leur aspect féodal au même degré que le rocailleux Rocan »

— Suzanne Briet.
.
L'édifice comprend un puissant corps d'habitation, carrée, de dix mètres de côté, avec deux tours cylindriques, accolées, sur deux angles opposés.
La partie principale et les tours ont une même élévation, sur trois niveaux. Un escalier, placé dans la tour cylindrique située à l'arrière lorsqu'on observe le château de la vallée, dessert les trois niveaux. L'aspect rocailleux et féodal est donné par la forme générale, et par les maçonneries, épaisses, et parementées en assises de grands blocs rectangulaires taillés en bossages rustiques. Des consoles en saillie au niveau de la corniche subsistent d'une bretèche aujourd'hui disparue. Les tours cylindriques sont munies de canonnières  à ébrasement rectangulaire se substituant aux blocs de pierre.
Entre une photographie du château en 1963, et une photographiequelques décennies plus tard, on constate un travail de restauration, en particulier sur les ouvertures pour leur rendre leur forme originelle.

## Localisation
Le château est situé sur le territoire de la commune de Chéhéry, dans le département français des Ardennes. Le village est dans la vallée de la Bar. Le château est à l'écart, adossé à un vallon boisé, avec une large vue sur cette vallée et sur la plaine de la Marfée, lieu de plusieurs batailles.
Le poète Henri de Regnier présentait le site ainsi en 1933 :
« De loin, on aperçoit le château sur un plateau rocheux, où il s'élève et d'où il domine un assez vaste horizon de collines et de forêts, en face des bois de la Marfée. En bas, coule la Bar et le village de Chéhéry groupe ses maisons autour de la vieille église. De la route, part le vieux chemin qui mène à Rocan. Ses tournants sont bordés d'antiques bornes de pierre. Le château se détache sur un fonds de verdure encore vigoureux. »

## Historique
Le château a été construit au XVIe siècle par Raoul de Coucy, qui décède en 1561. Le château est ensuite transmis de famille en famille, à la maison du Lys, puis à la maison d'Escannevelle.
En 1641, l'édifice subit l'assaut des Impériaux, alliés des Sedanais, après la bataille de la Marfée, et est occupé quelques jours par les troupes protestantes.
Charles d'Escannevelle, seigneur de Rocan, décède le 18 décembre 1739 en ce château et teste en faveur de son cousin François IV de Régnier, lui transmettant ses biens à Chéhéry.
En mars 1789, François IV de Régnier, modeste noble de province, se retire de l’armée après 43 ans de bons et loyaux services et s’installe dans le château de Rocan. Ce même mois de mars 1789, les habitants de la paroisse rédigent leurs cahiers de doléances, se plaignant longuement des impôts, dîmes, tailles et divers prélèvements, ainsi que d'un procès de vingt ans contre leur seigneur . Mais s’ils réclament des fusils, c’est contre les loups : 
« pour la tranquillité de la paroisse, il seroit bien nécessaire que six notables habitants soient armés de fusils pour la défense de la paroisse, tant contre les bêtes enragés que contre les mal vivants ».. 
La commune de Chéhéry suit de loin les événements parisiens, la prise de la Bastille, l’abolition des privilèges, la vente des biens du clergé, le serment imposé aux prêtres, la fuite de Louis XVI et son arrestation à Varennes...
La situation est très tendue au début de l’année 1792. La ville de Sedan, à proximité, reçoit des renforts, des volontaires de toute la France, des Marseillais, des fédérés bretons, agitant les passions.
Le premier juin 1792, des coups de feu éclatent alors que les Régnier sont en train de dîner dans leur château. Des pierres sont projetées, des vitres volent en éclats. Ce sont quelques habitants de Chéhéry auxquels se sont joints des sans-culottes venus de Mouzon. Personne n’est blessé, mais le départ est décidé.
Il se fait un beau matin, à pied et sans bagages, pour ne pas attirer l'attention. François de Régnier est accompagné de son épouse et de ses cinq enfants, dont le plus grand a dix ans. Le plus petit a trois ans et c’est Charles François Henry, grand-père du futur poète Henri de Régnier. On marche vers l’Est par les chemins de terre, jusqu'à la tombée de la nuit. Là, une halte se fait quand un bruit de chevaux réveille toute la famille. Ce sont des moines de la Chartreuse du Mont-Dieu qui se dirigent aussi vers la frontière, en évitant les villages. Ils emmènent avec eux les fugitifs. 
Parvenu au Luxembourg puis en Allemagne, François de Régnier se rend à Coblenz dans l’Armée des Princes. Après la campagne sans gloire en Lorraine et Argonne, et la dissolution de cette armée des Princes à Arlon, il se rend en Autriche. Lui et sa famille y vivent misérablement : il taille des sabots et les vend de porte en porte et sa femme fait des lessives.
Pendant ce temps, la commune de Chéhéry prend fait et acte de son émigration. Le château est vendu  comme bien national.
Le bâtiment passe de propriétaire en propriétaire, avec une première restauration en 1838, un peu malheureuse puisqu'elle transforme l'aspect extérieur en multipliant les fenêtres, puis celle en cours depuis 1973, plus fidèle au bâtiment initial. 
L'édifice est inscrit au titre des monuments historiques en 1981.